# Вроцлав-Гондув
Вроцлав-Гондув (пол. Wrocław Gądów) — грузовая (по 1992 год товарно-пассажирская) станция в городе Вроцлав, в Нижнесилезском воеводстве Польши.
Станция была построена в 1844 году, когда эта территория была в составе Королевства Пруссия.